# Escola Yolanda Queiroz
Escola Yolanda de Queiroz (EYQ) é uma instituição privada de educação básica sediada em Fortaleza, pertencente ao Grupo Edson Queiroz. Foi inaugurada no dia 23 de julho de 1982, como um projeto de responsabilidade social da Fundação Edson Queiroz. O projeto nasceu com o foco em ajudar as crianças carentes dos bairros próximos à escola.
Localizada dentro do campus da Universidade de Fortaleza, a escola disponibiliza vagas aos filhos de funcionários do grupo e às crianças das comunidades vizinhas à universidade, como a comunidade do Dendê, e outras dentro do Bairro Edson Queiroz. Em 2024, a sua estrutura comporta 540 alunos, desde o infantil 4 (crianças entre quatro e cinco anos) até o 5º ano do ensino fundamental, e nos últimos quarenta e dois anos, já contribuiu na educação primária de mais de vinte mil alunos.
Por se tratar de uma instituição criada pelo mesmo grupo fundador da Universidade de Fortaleza, a escola ganha atendimento gratuito dos estudantes da área da saúde da faculdade, tais como psicologia e educação física, que usam o espaço como prática de estágio para a sua formação acadêmica.

## História
A história da Escola Yolanda de Queiroz começa a partir de uma demanda das lideranças comunitárias do bairro Edson Queiroz, que, ao enxergar a necessidade de educação primária para as crianças da região, expuseram ao Chanceler Airton Queiroz a vulnerabilidade social da comunidade, no ano de 1982. 
Na década de 1980 já existia um pequeno projeto de alfabetização para crianças que funcionava em uma das salas da Universidade de Fortaleza. Após a solicitação da comunidade, as vagas para o ensino infantil foram ampliadas, e com a adesão da população, o projeto cresceu até se tornar uma escola.

## Criarte
Um diferencial destacado pela instituição é o ensino de artes complementares à grade educacional obrigatória. Os alunos têm aulas de artes, tais como teatro, dança, música, artes plásticas, etc.
Anualmente, a EYQ promove o evento Criança e Arte: Criarte, que acontece tradicionalmente a cada final de ano, e o objetivo é apresentar à comunidade acadêmica os talentos dos alunos da escola, como forma de incentivo, preparação e motivação para que as crianças possam engajar ainda mais com os projetos artísticos ao longo do ano letivo.
Com temas escolhidos em conjunto com os estudantes, o evento fortalece talentos locais, trazendo à tona culturas e artes nordestinas. 

## Infraestrutura
Na parte da infraestrutura, a escola é composta por:
- 17 salas de aula; [10]
- Sala de Diretoria; [10]
- Sala de Secretaria; [6][10]
- Sala de professores; [10]
- Laboratório de informática; [11][10]
- Cozinha e refeitório; [11][10]
- Sala de leitura; [6][11]
- Parque infantil; [6][11]
- Banheiros adaptados para educação infantil;[6][10]
- Dispensa e almoxarifado;[6][10]
- Pátio coberto;[6][10]
- Área verde.[11]